# Diplazium pinfaense
Diplazium pinfaense är en majbräkenväxtart som beskrevs av Ren-Chang Ching.
Diplazium pinfaense ingår i släktet Diplazium och familjen Athyriaceae. Inga underarter finns listade i Catalogue of Life.